# アカシア (アルバム)
『アカシア』（acacia）は、遊佐未森の9枚目のオリジナルアルバム。1996年1月21日にエピックソニーから発売された。
なお「アカシア」という楽曲は、次に発売されたオリジナルアルバム『roka』に収録されている（シングル『ロカ』カップリング曲）。

## 概要
前作のオリジナルアルバム『アルヒハレノヒ』から1年半後に発売された。ジャケット写真は植田正治が担当し、鳥取砂丘で撮影された。
曲ごとにプロデュースを変え録音やミックスを行ったためか、メインプロデュースはソニー・ミュージックエンタテインメント所属（当時）の福岡知彦と遊佐未森、コ・プロデュースは外間隆史、Out to Lunch（角田敦と冨田恵一）、デビッド・モーション（David Motion）としてクレジットされている。福岡智彦は「奥山六九」のペンネームで作詞も手掛ける。またくじらの杉林恭雄が歌詞を提供している。
『たしかな偶然』が1995年5月21日に、『野生のチューリップ』が同年10月1日に、それぞれ先行シングルとして発売された、本アルバムでは別バージョンが収録されている。「野生のチューリップ」はスピッツのメジャーデビュー以前の持ち歌のカバーで、作詞・作曲は草野マサムネ。
シングル『たしかな偶然』のカップリング曲は、1994年11月10日の日本武道館コンサートから、アルバム『アルヒハレノヒ』収録曲の「Floria」をライブバージョンで収録。『野生のチューリップ』のカップリング曲は「夏のてのひら (Original Mix) 」を収録。1996年6月21日に発売されたシングル『生活のプリン』のカップリング曲として「虹を見ること (Pris Mix) 」が収録されている。
「アントワープへ」は、1994年11月10日の日本武道館コンサートを収録したビデオ・DVD『ALOHA MIMORITA LIVE SHOW at BUDOKAN Nov.10.1994』のエンディングとして別ミックスが使用されている。

## 収録曲
1. 風が走る道（作詞：杉林恭雄　作曲：外間隆史　編曲：外間隆史・冨田恵一）
2. 虹を見ること（作詞：工藤順子　作曲：遊佐未森　編曲：デビッド・モーション）
  - シングル『生活のプリン』カップリング曲のアルバムバージョン。
3. 野生のチューリップ（作詞：草野正宗　作曲：草野正宗　編曲：デビッド・モーション）
4. 海のように青い（作詞：工藤順子　作曲：外間隆史　編曲：外間隆史・冨田恵一）
5. 銀の砂金の星（作詞：遊佐未森　作曲：遊佐未森　編曲：冨田恵一）
6. アントワープへ（作詞：遊佐未森　作曲：遊佐未森　編曲：遊佐未森）
7. ピクルス（作詞：遊佐未森　作曲：遊佐未森　編曲：野見祐二）
8. 天使のオルゴオル（作詞：杉林恭雄　作曲：外間隆史　編曲：外間隆史・冨田恵一）
9. 夏のてのひら（acacia mix）（作詞：杉林恭雄　作曲：遊佐未森　編曲：デビッド・モーション）
  - シングル『野生のチューリップ』カップリング曲のアルバムバージョン。
10. 月の舟（作詞：遊佐未森　作曲：遊佐未森　編曲：遊佐未森）
11. たしかな偶然（acacia mix）（作詞：奥山六九＋遊佐未森　作曲：遊佐未森　編曲：Out to Lunch）
  - シングル『たしかな偶然』タイトル曲のアルバムバージョン。

## 主な参加ミュージシャン
- 冨田恵一(Programming, G)
- 金津ひろし(Ds)
- 古賀森男(G)
- 外間隆史(Vo, others)
- デヴィッド・モーション（英語: David Motion）(Programming)
- イェスパー・サイバーグ（デンマーク語: Jesper Siberg）(Sound Design)
- マシュー・カン（英語: Matthew Cang）(G)
- 清水信之(P)
- MECKEN(B) from キリング・タイム
- 角田敦(B, Programming) from COLDFEET
- 野見祐二(Programming)
- 吉川忠英(G)
- 大村憲司(G)